# Hamid Dastmalchi
Hamid Reza Dastmalchi (in persiano حمید دستمالچی‎; 1952) è un giocatore di poker iraniano naturalizzato statunitense.
Dastmalchi vinse il Main Event delle World Series of Poker 1992, incassando la sua più alta vincita in carriera: un milione di dollari. Nel 1995 giunse invece quarto.
In carriera ha vinto altri due braccialetti WSOP nel 1986 e nel 1993

## Braccialetti delle WSOP
| Anno | Torneo                                      | Premio (US$) |
| ---- | ------------------------------------------- | ------------ |
| 1986 | $1.500 No Limit Hold'em                     | $165.000     |
| 1992 | $10.000 No Limit Hold'em World Championship | $1.000.000   |
| 1993 | $2.500 Pot Limit Hold'em                    | $114.000     |